# James Nguyễn
James Nguyễn (sinh ngày 1 tháng 9 năm 1966) là một nhà làm phim người Việt Nam. Ông được biết đến với vai trò đạo diễn bộ phim kinh dị lãng mạn năm 2010 Birdemic: Shock and Terror, cũng như phần tiếp theo của nó Birdemic 2: The Resurrection.

## Cuộc đời và sự nghiệp
James Nguyễn sinh ra ở Đà Nẵng, Việt Nam (tại thời điểm đó, một phần của miền Nam Việt Nam). Ông và gia đình đã trốn khỏi đất nước ngay trước khi Sài Gòn sụp đổ. Ông không bao giờ được đào tạo chính thức về làm phim, mà thay vào đó, ông lớn lên bằng sự ngưỡng mộ dành cho các tác phẩm của đạo diễn Alfred Hitchcock, bao gồm Vertigo năm 1958 và The Birds năm 1963. James Nguyễn tiếp tục làm nhân viên bán phần mềm tại Thung lũng Silicon. Ông bắt đầu tập tành cầm máy quay vào năm 1999.
Năm 2003, ông làm đạo diễn cho bộ phim lãng mạn kinh phí thấp Julie and Jack. Năm 2005, ông tiếp tục ngồi vào ghế đạo diễn của bộ phim khoa học viễn tưởng, kinh dị Replica, lấy cảm hứng từ Vertigo, nhưng nó đã không được phát hành mãi đến năm 2017. James Nguyễn đổ lỗi việc này cho kết quả của quá trình xây dựng cốt truyện đắt đỏ cùng các quyết định trong việc tuyển vai của mình. Năm 2010, ông bắt đầu được chú ý tới với vai trò đạo diễn trong tác phẩm Birdemic: Shock and Terror. Ông viết kịch bản cho bộ phim trong kỳ nghỉ ở Half Moon Bay, California, và phần lớn quá trình quay phim diễn ra ở khu vực xung quanh nơi này. Ngân sách dưới 10.000 đô la của bộ phim được chính ông bỏ tiền túi từ thu nhập của mình. Trong một cuộc phỏng vấn, ông thừa nhận The Birds và An Inconvenient Truth (2006) là nguồn cảm hứng để ông cho ra mắt Birdemic.
Kể từ khi phát hành, Birdemic thường được coi là một trong những bộ phim tệ nhất mọi thời đại. Birdemia đã được chọn làm đề tài để chế giễu bởi nhóm RiffTrax cả dưới dạng một sản phẩm độc lập lẫn theo kiểu chương trình trực tiếp của họ. Tuy nhiên, điều này chỉ càng làm khán giả tăng sự chú ý đến ông lẫn bộ phim của ông. Vào tháng 2 năm 2012, ông bắt đầu sản xuất phần tiếp theo của bộ phim, mang tên Birdemic 2: The Resurrection. Bộ phim được phát hành vào năm 2013 và tiếp tục nhận về hàng loạt đánh giá tiêu cực.
Trong một cuộc phỏng vấn năm 2016, ông nói rằng ông đặt hết tất cả hy vọng vào Birdemic 3: Sea Eagle và chấp nhận rằng đó sẽ là bộ phim cuối cùng trong cuộc đời mình. Để hiện thực hóa điều này, ông đã cố gắng gây quỹ cho bộ phim. Mặc dù vậy, lần vận động đầu tiên trên Indiegogo chỉ thu được 596 đô la, con số quá ít ỏi so với mục tiêu 500.000 đô la đề ra. Trên chuyên trang gây quỹ Kickstarter, ông chỉ gây quỹ được 230 đô la cho mục tiêu 200.000.
Với việc nhận được nhiều sự chú ý do trình chiếu Birdemic trên nền tảng RiffTrax, ông đồng ý cho phép RiffTrax có một kiểu xử lý âm nhạc tương tự như trong phim Replica chưa được phát hành của mình. Phiên bản chưa được riff đã có sẵn thông qua RiffTrax vào tháng 1 năm 2017 và phiên bản được riff đã được phát hành vào ngày 10 tháng 2 năm 2017.

## Sự nghiệp điện ảnh

### Đạo diễn
- Julie and Jack (2003)
- Replica (2005)
- Birdemic: Shock and Terror (2010)
- Birdemic 2: The Resurrection (2013)